# Tetranema cymosum
Tetranema cymosum är en grobladsväxtart som beskrevs av Louis Otho Otto Williams. Tetranema cymosum ingår i släktet Tetranema och familjen grobladsväxter. Inga underarter finns listade i Catalogue of Life.